# 姚襄
姚襄（4世纪—357年），字景國，南安赤亭（今甘肅省隴西縣西）羌族酋長，五胡十六國時期諸侯、軍閥，是姚弋仲的第五子，也是後秦開國君主姚萇之兄。

## 生平

### 雄武羌將
姚襄父親姚弋仲是南安羌酋長，在後趙滅前趙後歸降後趙並接受其官爵。而姚襄雄健威武，多才多藝，觀察入微且善於安撫人心，故獲得部眾愛戴和敬重，眾人並因此請求姚弋仲立姚襄為繼承人。姚弋仲起初以姚襄不是長子，並不允許，然請求的百姓很多，姚弋仲才開始給姚襄帶兵。
永和六年（350年），冉閔殺後趙皇帝石鑒，建立冉魏。隨後後趙新興王石祗就於襄國即位為後趙帝，並以姚襄為使持節、驃騎將軍、護烏丸校尉、豫州刺史、新昌公。永和七年（351年），姚襄奉父命領二萬八千騎兵營救正遭冉閔圍攻的石祗，姚弋仲並於出發前作訓誡：「冉閔背棄仁義，屠滅石氏。我受了人家的優厚待遇，就應為其復仇，我卻因年老患病而不能親身去做；你才能比冉閔高出十倍，若果不能擒殺他回來，就不要再來見我了！」姚襄雖然聯同前燕、石琨及襄國守軍大敗冉閔，暫時解了襄國的危機，卻因無法擒得冉閔，遭姚弋仲以一百杖作處罰。

### 歸降東晉
同年，後趙為冉魏所滅，姚襄隨其父向東晉投降，獲晉廷任命為為持節、平北將軍、都督并州諸軍事、并州刺史、平鄉縣公。次年（352年）姚弋仲去世，死前命諸子在其死後歸降晉室，作晉的忠臣。姚襄接手統率父親部眾，不發布父親去世的消息，並攻下陽平（今山東莘城）、元城（今河北大名縣）及發干（今山東聊城市東昌府區），駐於碻磝津（今山东省茌平县西南古益河上）；但不久卻敗給前秦，南走至滎陽（今河南滎陽市）才發喪，後在滎陽與洛陽之間的麻田與前秦軍作戰時，座騎中箭死亡，因姚萇贈馬及援軍趕到才免於被擒。此時姚襄才以五個弟弟為人質，歸降東晉。東晉以姚襄駐屯譙城（今安徽亳州），而姚襄隨後單人匹馬渡過淮河，於壽春（今安徽壽縣）面見豫州刺史謝尚，當時謝尚對其名氣亦有所聽聞，於是撤去衞士，以代表高雅的幅巾接見他。二人一見如故，又因姚襄博學及善於談論，很得江東人士敬重。
同年，姚襄與謝尚一同進攻據守許昌（今河南省許昌市）的後趙豫州牧張遇，但遭前秦丞相苻雄等擊敗，謝尚因大敗而退守淮南，得姚襄棄輜重而護送至芍陂，故此將善後工作都委託給姚襄。謝尚因戰敗而受貶降，及後更被調回京師建康（今江蘇南京市），而當時駐屯歷陽（今安徽和縣）的姚襄亦以當時佔據北方的前秦及前燕皆強盛，無意北伐，反在淮河兩岸大興屯田，訓練將士，不過當時主政的殷浩就要北伐，更忌憚姚襄兵力強盛，不但囚禁姚襄送去當質子的弟弟，更屢次派刺客行刺姚襄，但刺客不能下手，反告訴姚襄實情。後殷浩再暗中派魏憬率兵襲殺他，但魏憬反被姚襄所殺，於是令殷浩更加厭惡姚襄，遷姚襄到梁國的蠡臺，表授他為梁國內史。

### 叛晉自立
永和九年（353年），殷浩北伐，以姚襄為前軀，而當時姚襄已決心叛離東晉，於是算好殷浩快來到時就假意命部眾乘夜逃遁，其實暗中設伏伏擊殷浩。殷浩聽聞姚襄部眾逃遁，追至山桑（今安徽蒙城縣北）就被姚襄伏兵擊敗，被逼退守譙城，而姚襄就俘殺萬多人，盡收其輜重，南據淮南郡一帶。不久姚襄北屯盱眙（今江蘇盱眙縣），在當地收納流民，令部眾增至七萬人，並分置地方官員，鼓勵農事生產，又遣使到建康狀告殷浩，並作道歉。永和十年（354年），姚襄向前燕歸降。
永和十一年（355年），姚襄因應部眾要求北歸，於是自稱大將軍、大單于，北攻晉冠軍將軍高季，卻為高季所敗。姚襄撫恤散敗的兵眾，重新集結力量，及後乘高季去世而據有許昌。次年，姚襄進攻當時據有洛陽的周成，但用了一個多月都不能攻下，當時長史王亮就勸他放棄進攻，免得被他人有機可乘，危及自己。不過姚襄沒有聽從。然而，桓溫不久就發動北伐，征伐姚襄，姚襄被逼放棄圍城而抵抗桓溫，並在伊水以北的樹林中設下精兵，並聲稱自願歸降，請桓溫稍為退兵。然而桓溫沒有答應，並親身督戰，組以兵陣進攻沿河岸抵抗的姚襄軍，姚襄兵敗而北逃至北芒山。姚襄隨後西逃，桓溫因追不到而放棄。姚襄逃到平陽（今山西臨汾市）時得時為前秦并州刺史的舊部尹赤叛秦歸附，於是據守襄陵（今山西襄汾縣）；同據并州的張平因而攻打姚襄，姚襄雖不敵，但與張平結為兄弟，換取兩者和平。

### 敗死關中
升平元年（357年），姚襄謀取關中，先移鎮北屈（今山西吉縣），後進屯杏城（今陝西黃陵縣西南），命姚蘭進攻敷城（今陝西富縣）、姚益及王欽盧聯結關中一帶的羌胡外族，共收得胡漢共五萬多戶。不過姚襄就與時據關中的前秦軍發生衝突，前秦帝苻生遣苻黃眉、苻堅、鄧羌進攻，姚襄堅守不戰。但鄧羌就在其軍壘門外列陣，激得姚襄不聽僧人智通的勸言，親自率眾出戰，最終被鄧羌詐敗誘至三原（今陝西三原縣）。姚襄遭受到鄧羌及苻黃眉的合擊，所乘駿馬「黧眉騧」倒地，姚襄為前秦軍所擒斬，享年二十七歲。其弟姚萇率餘眾投降。苻生後以公爵之禮葬姚襄。
後來，姚萇稱後秦帝時，追諡姚襄為魏武王。

## 性格特徵
- 姚襄深得人心，如在他大敗給桓溫而北逃時，就有五千多人於當晚拋下妻兒去追隨他。前後幾次敗仗，百姓只要知道他在哪裡就奔赴投靠。當時謠傳姚襄重傷而死，被桓溫俘虜的百姓沒有不痛哭流涕的。姚襄部屬楊亮後來歸降桓溫，桓溫向楊亮詢問姚襄的為人，楊亮的評價是：「神明器宇，孫策之儔，而雄武過之。」

## 評論
- 楊亮：「神明器宇，孫策之儔，而雄武過之。」
- 姚萇：「吾不如亡兄有四：身長八尺五寸，臂垂過膝，人望而畏之，一也；當十萬之眾，與天下爭衡，望麾而進，前無橫陣，二也；溫古知今，講論道藝，駕馭英雄，收羅儁異，三也；統率大眾，履險若夷，上下咸允，人盡死力，四也。所以得建立功業，策任群賢者，正望算略中一片耳。」
- 呂思勉：「其（姚襄）才略或在苻健之上。然寄居晉地，四面追敵，不如健之入關，有施展之地矣。」[2]

## 後代
- 姚延定，姚襄孫，姚萇建後秦時封為東城侯。
- 姚详，姚襄孙，仕姚苌为安远将军始平太守。姚兴在位期间被赫连勃勃东平将军鹿奕干俘杀。

## 墓葬争论
2009年12月27日，河南有关方面宣布在安阳发现曹操墓。这一发现，引发许多质疑。
西安市委党校历史教授胡觉照接受记者采访时称，安阳“曹操墓”实则五胡十六国时期军阀姚襄墓穴。

## 延伸阅读
[在维基数据编辑]
 《晉書·卷116》，出自房玄齡《晉書》